# Liste der österreichischen altkatholischen Bischöfe
Im Folgenden eine Liste der altkatholischen Bischöfe Österreichs:
| 1888–1918 | Amandus Czech       | Bistumsverweser   |
| 1918–1924 | Adalbert Schindelar | Bistumsverweser   |
| 1924–1926 | Adalbert Schindelar | Bischof           |
| 1928–1942 | Robert Tüchler      | Bischof           |
| 1942–1947 | Stefan Török        | Bistumsverweser   |
| 1947–1972 | Stefan Török        | Bischof           |
| 1954–1956 | Heinrich Bernauer   | Bistumsverweser   |
| 1957      | Heinrich Bernauer   | Bischofskoadjutor |
| 1957–1970 | Ludwig Paulitschke  | Bischofskoadjutor |
| 1970–1972 | Ludwig Paulitschke  | Weihbischof       |
| 1972–1974 | Walter Streit       | Bistumsverweser   |
| 1974–1975 | Nikolaus Hummel     | Bistumsverweser   |
| 1975–1994 | Nikolaus Hummel     | Bischof           |
| 1991–1993 | Ernst Hammerschmidt | Bischofskoadjutor |
| 1994–1998 | Franz Warnung       | Bischofskoadjutor |
| 1994–2007 | Bernhard Heitz      | Bischof           |
| 2008–2015 | Johannes Okoro      | Bischof           |
| 2016–2023 | Heinz Lederleitner  | Bischof           |
| 2023–     | Maria Kubin         | Bischöfin         |